# Anton Nedvĕd
Anton Nedvĕd, slovensko-češki skladatelj, * 19. avgust 1829, Hořovice, † 16. junij 1896, Ljubljana.
Glasbo je študiral v Pragi in bil solistični operni pevec. V Ljubljano je prišel leta 1856 in deloval kot učitelj, pevec in 26 let kot ravnatelj Filharmonične družbe v Ljubljani. Bil je predvsem zborovski skladatelj, najbolj znana pa je njegova uglasbitev Gregorčičeve pesmi Nazaj v planinski raj.